# 송례중학교
송례중학교(松禮中學校)는 대한민국 서울특별시 송파구 장지동에 있는 공립 중학교이다.

## 학교 연혁
- 2013년 12월 31일 : 설립 인가(14학급)
- 2014년 3월 1일 : 초대 박미연 교장 취임
- 2014년 3월 4일 : 제1회 입학식(신입생 5학급 107명), 2학년 전입생 97명, 3학년 전입생 77명
- 2014년 4월 24일 : 개교식
- 2015년 1월 7일 : 제1회 졸업식(졸업생 4학급 84명)
- 2019년 2월 15일 : 5층 교사 증축(일반교실 13, 특별교실 3, 교사연구실 3)
- 2019년 3월 1일 : 교육부 자유학년제 연구학교 지정
- 2022년 3월 1일 : 제4대 황세호 교장 취임
- 2022년 3월 1일 : AI기반 융합교육 연구학교 지정
- 2023년 2월 3일 : 제9회 졸업식(졸업생 16학급 447명) 총 졸업생 2,151명
- 2023년 3월 2일 : 제10회 입학식(466명)
- 2018년 1월 9일 : 제4회 졸업식 213명 졸업(누계 547명)
- 2018년 3월 2일 : 제5회 입학식 314명 입학
- 2018년 9월 1일 : 제3대 인치종 교장 취임

## 사건사고
- 2023년 6월 16일 강원특별자치도 홍천군 화촌면 백이동 국도 제44호선 동홍천 나들목 입체교차로 진입로 사거리 부근에서 후미 차량 관광 버스 기사의 졸음 운전으로 추정되는 추돌 사고로 학생 80여명 경상당하는 사고가 발생했다.[2]

## 참고 자료
- 송례중학교 - 한국교육학술정보원 학교알리미